# Pavonia ekmanii
Pavonia ekmanii är en malvaväxtart som beskrevs av Helwig. Pavonia ekmanii ingår i släktet påfågelsmalvor, och familjen malvaväxter. Inga underarter finns listade i Catalogue of Life.